# European Women's Hockey League 2018-2019
L'European Women's Hockey League 2018-2019 è la quindicesima edizione di questo torneo per squadre femminili di club, la terza dopo l'abbandono della denominazione Elite Women's Hockey League.

## Formula e squadre partecipanti
Il torneo si svolge tra il mese di settembre del 2018 ed il marzo del 2019. Rispetto alla stagione precedente tra le partecipanti si registrano diverse novità: il ritiro delle danesi dello Hvidovre Ishockey Klub Fighters (per motivi economici) e del Bratislava (che parteciperà solo alla EWHL Supercup 2018-2019); la nuova iscrizione di una seconda squadra ungherese, una selezione di giocatrici Under-25 delle squadre di Budapest, e di una squadra slovena, l'Olimpija Lubiana; il cambio di denominazione per le SouthernStars che divengono una selezione soltanto carinziana e prendono il nome di KEHV Lakers Kärnten.
Non cambia la formula. Ognuna delle nove squadre affronterà le altre per due volte (una in casa ed una in trasferta) nella regular season. Per una vittoria nei tempi regolamentari, la vincente riceveva tre punti; in caso di pareggio si giocava un tempo supplementare, eventualmente seguito, in caso di ulteriore parità, dai tiri di rigore: in questo caso, alla compagine vincitrice sarebbero andati due punti ed uno alla sconfitta. Le prime quattro classificate disputeranno una Final Four con semifinali e finali

## Regular Season
| Pos. | Squadra             | Paese      | PG | V  | VOT | POT | P  | Reti   | Pt. |
| 1.   | Vienna Sabres       | Austria    | 15 | 14 | 0   | 0   | 1  | 88:26  | 42  |
| 2.   | KMH Budapest        | Ungheria   | 16 | 13 | 1   | 0   | 2  | 131:26 | 41  |
| 3.   | Aisulu Almaty       | Kazakistan | 16 | 11 | 1   | 0   | 4  | 67:27  | 35  |
| 4.   | EV Bozen Eagles     | Italia     | 15 | 10 | 0   | 2   | 3  | 54:29  | 32  |
| 5.   | Salisburgo Eagles   | Austria    | 16 | 8  | 0   | 0   | 8  | 55:37  | 24  |
| 6.   | KEHV Lakers Kärnten | Austria    | 16 | 6  | 0   | 0   | 10 | 46:52  | 18  |
| 7.   | Budapest U25 Select | Ungheria   | 16 | 3  | 0   | 0   | 13 | 33:93  | 9   |
| 8.   | Neuberg Highlanders | Austria    | 16 | 2  | 0   | 0   | 14 | 31:114 | 6   |
| 9.   | Olimpija Lubiana F. | Slovenia   | 16 | 2  | 0   | 0   | 14 | 18:119 | 6   |

## Final Four
La località prescelta per la disputa della final four è Kapfenberg, in Austria.

### Tabellone
|  | Semifinali      | Semifinali      | Semifinali   |              |               | Finale          | Finale          | Finale          |  |
|  |                 |                 |              |              |               |                 |                 |                 |  |
|  | Vienna Sabres   | Vienna Sabres   | 6            |              |               |                 |                 |                 |  |
|  | Vienna Sabres   | Vienna Sabres   | 6            |              |               |                 |                 |                 |  |
|  | EV Bozen Eagles | EV Bozen Eagles | 3            |              |               |                 |                 |                 |  |
|  | EV Bozen Eagles | EV Bozen Eagles | 3            |              | Vienna Sabres | Vienna Sabres   | 3               |                 |  |
|  |                 |                 |              |              | Vienna Sabres | Vienna Sabres   | 3               |                 |  |
|  |                 |                 | KMH Budapest | KMH Budapest | 5             |                 |                 |                 |  |
|  | KMH Budapest    | KMH Budapest    | KMH Budapest | KMH Budapest | 5             | 1               |                 |                 |  |
|  | KMH Budapest    | KMH Budapest    |              |              |               | 1               |                 |                 |  |
|  | Aisulu Almaty   | Aisulu Almaty   | 0            |              |               | Finale 3º posto | Finale 3º posto | Finale 3º posto |  |
|  | Aisulu Almaty   | Aisulu Almaty   | 0            |              |               |                 |                 |                 |  |
|  |                 |                 |              |              |               |                 |                 |                 |  |
|  |                 |                 |              |              |               | EV Bozen Eagles | EV Bozen Eagles | 4               |  |
|  |                 |                 |              |              |               | EV Bozen Eagles | EV Bozen Eagles | 4               |  |
|  |                 |                 |              |              |               | Aisulu Almaty   | Aisulu Almaty   | 1               |  |

### Incontri

#### Semifinali
| Arbitro: | Gerhard Sporer |

| |           |                                                             |
| Meixner (Väärälä, Parent) 15:35 Baldwin (Willenshofer) 18:07 Reilly (Baldwin, Heuberger) 25:48 Meixner 49:07 Väärälä 58:57 Väärälä 59:44 | Marcatori | 27:44 Bonafini 33:01 Elliscasis (Bettarini) 50:31 Bettarini |

| Arbitro: | Gerald Fladenhofer |

|                      |           |  |
| Jókai Szilágyi 43:59 | Marcatori |  |

#### Finale 3º posto
| Arbitro: | Gerhard Sporer |

|                                      |           | |
| Lacombe (Tursynova, Konysheva) 09:17 | Marcatori | 11:21 Bonafini (Elliscasis, Gius) 35:45 Elliscasis (Stocker, Gius) 37:49 Perry (Stocker) 44:41 Elliscasis (Perry, Bettarini) |

#### Finale
| Arbitro: | Gerald Fladenhofer |

|                                                                                       |           | |
| Baldwin (Heuberger, Parent) 17:33 Willenshofer (Reilly) 34:49 Reilly (Väärälä) 53:28} | Marcatori | 09:17 Huszák (Kiss Simon, Knee) 42:11 Varano (Rónai, Dabasi) 43:13 Huszák 43:47 Huszák (Grkovic) 57:13 Scott (Horváth, Knee) |